# Brezovac (Rakovica)
Brezovac is een plaats in de gemeente Rakovica in de Kroatische provincie Karlovac. De plaats telt 13 inwoners (2001).